# Cuproníquel-zinc
El cuproníquel-zinc es una aleación, similar al argentán, plata alemana o alpaca,  que consta de los siguientes metales: cobre, níquel y zinc. El porcentaje de cobre generalmente es del 62 % o del 70 %, la del níquel varía del 8 al 20 %, y finalmente la delantera zinc que suele alternarse entre el 17 y el 20 %.

## Aplicaciones

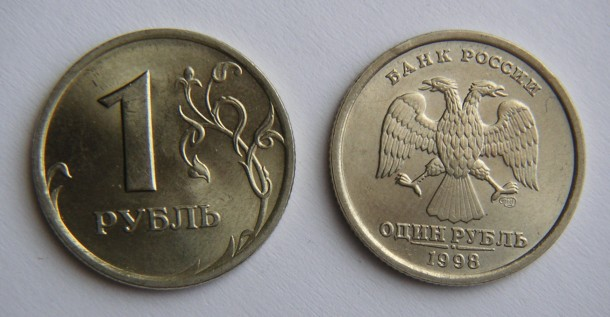
Moneda rusa de 1 rublo acuñada en Cupro-Níquel-Zinc.

Se suele usar esta aleación para construir algunas partes de aviones, herramientas y algunas llaves. Pero su uso principal es para acuñar monedas. Los principales países productores de monedas compuestas por esta combinación de metales son Rusia, Japón y Macedonia del Norte. Algunos ejemplos de monedas acuñadas con esta aleación: desde 1947 hasta 1991: la Unión Soviética acuñó las monedas de 10, 15, 20 y 50 kopecs y las monedas de un rublo con esta aleación. En Macedonia del Norte las monedas de 10 y 50 dinares son de cuproníquel-zinc. En el Japón se emiten monedas de quinientos yenes desde 2000.